# Дитрих I фон Мьорс
Дитрих II (I) фон Мьорс (на немски: Dietrich II (I) von Moers; † сл. 13 юли 1259/ сл. 1260/ 1262) е граф на Графство Мьорс.

## Произход
Той е син на Дитрих фон Мьорс († сл. 1191).

## Фамилия
Дитрих II се жени ок. 1234 г. за Елизабет фон Алтена-Изенберг (* ок. 1220; † сл. 1275), дъщеря на Фридрих фон Изенберг († 1226) и София фон Лимбург († 1227). Те имат децата:
- Дитрих III фон Мьорс († 1307), женен пр. 11 август 1292 г. за Маргарета фон Изенбург-Аренфелс († 1302), дъщеря на Герлах I фон Изенбург-Аренфелс и съпругата му Елизабет фон Клеве
- Мабелия (* ок. 1240; † 1270), омъжена ок. 1262 г. за Герард ван Батенбург (* ок. 1235; † 1290)
- Беатрикс (* ок. 1262; † сл. 1346), омъжена ок. 1283 г. за Дирк ван Кепел († сл. 1334)
- Фридрих
- Хайнрих
- Риколф
- Герард
- Мехтилд